# Ceratozamia hildae
Ceratozamia hildae G.P.Landry & M.C.Wilson, 1979 è una pianta appartenente alla famiglia delle Zamiaceae, endemica del Messico.

## Descrizione

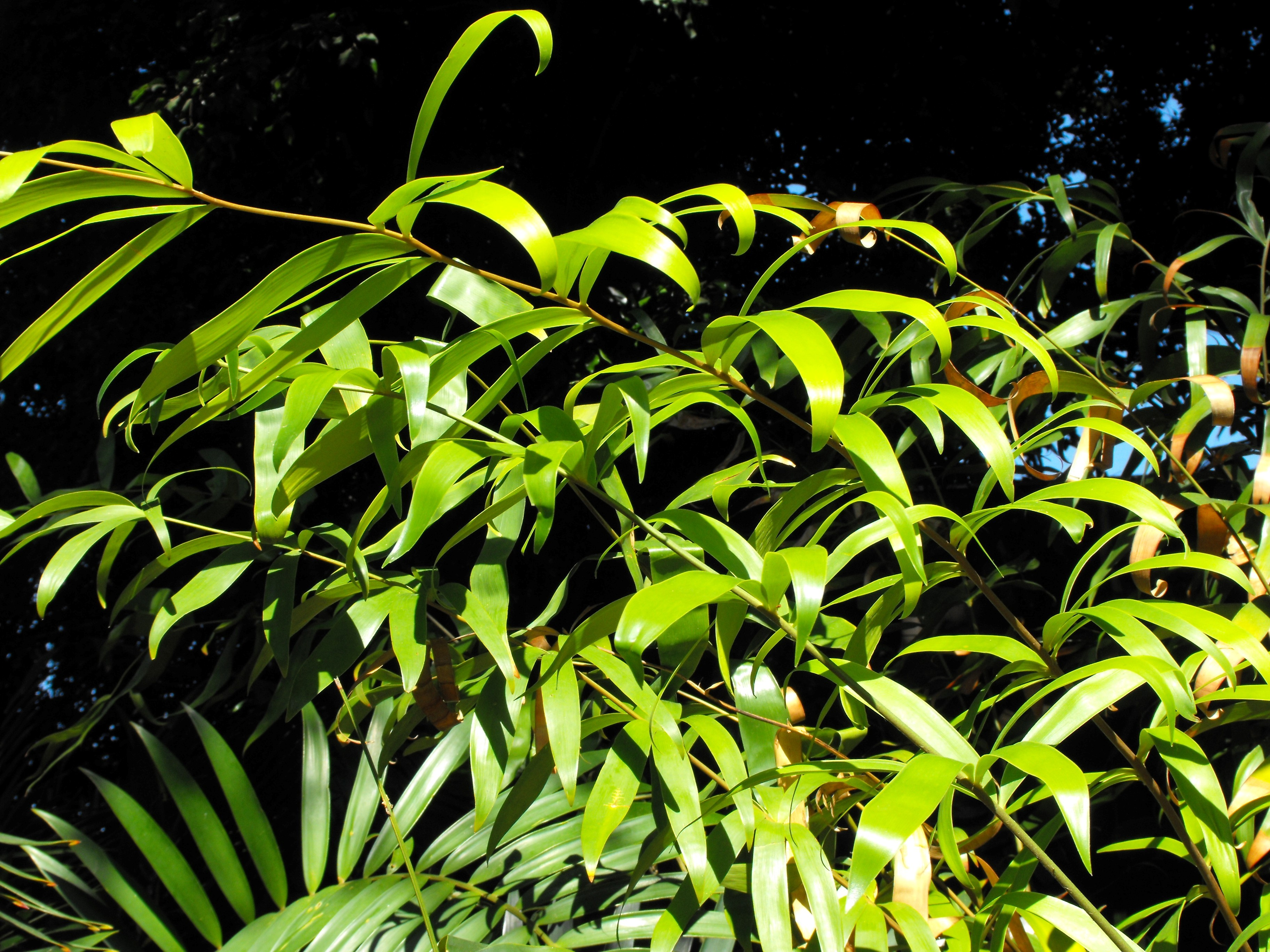

È una cicade di piccola taglia, con fusto quasi interamente sotterraneo, lungo 8–20 cm, ricoperto dalle basi foliari e da catafilli densamente tomentosi.

Le foglie, da 5 a 20, lunghe 100–150 cm, sono disposte a corona all'apice del fusto, e sono inizialmente bruno-rossastre per poi assumere una colorazione verde-brillante. Sono formate da 20-50 foglioline lanceolate, riunite in grappoli lungo il rachide, che si presenta leggermente arrangiato a spirale e con un picciolo lungo 20–30 cm, dotato di spine.

È una specie dioica con coni maschili giallo-verdastri, conico-fusiformi, lunghi 9–15 cm, peduncolati, e coni femminili cilindrici o globosi, lunghi 17–19 cm e con 7–8 cm di diametro. I microsporofilli son lunghi 3–4 mm e i macrosporofilli circa 3 cm. Entrambi presentano all'apice le tipiche protuberanze cornee tipiche del genere Ceratozamia.

I semi, grossolanamente ovoidali, lunghi 18–20 mm sono ricoperti da un tegumento inizialmente biancastro, verde-bruno a maturità.

## Distribuzione e habitat
L'areale della specie si colloca nella Sierra Madre Orientale, nel territorio degli stati messicani di San Luis Potosí e Querétaro.
Cresce in habitat di foresta tropicale e foresta di querce, ad altitudini di 850-1.300 m, su suoli argillosi o calcarei.

## Conservazione
La IUCN Red List classifica C. hildae come specie in pericolo di estinzione (Endangered).

La specie è inserita nella Appendice I della Convention on International Trade of Endangered Species (CITES).